# Narcís Puget i Viñas
Narcís Puget i Viñas (Eivissa, 1874 - Santa Eulària del Riu, 1960) fou un pintor eivissenc influenciat per l'impressionisme, que es va especialitzar a pintar figures en un ambient costumista emmarcades en paisatges eivissencs.
Va estudiar sota les ordres d'Antoni Caba a l'Escola de Belles Arts de Barcelona. El 1906 va guanyar un certamen artístic que li va permetre anar comissionat a l'esposori d'Alfons XIII. A Madrid, va realitzar diverses còpies d'obres del Museu del Prado, interessant-se principalment per Velázquez i Goya. També va rebre classes d'Eduardo Chicharro.
De nou a Eivissa, Puget va estar molts anys sense pintar fins que el 1917 Joaquim Sorolla i Bastida visita l'illa. Aquest fet el va fer tornar a agafar els pinzells i començar a pintar obres impressionistes, esdevenint tot un referent a l'estat, centrant-se en una temàtica local. La major part de les seves obres reflectien diversos aspectes de la seva illa natal. No seria fins a l'any 1925 quan va exposar per primer cop a les Galeries Laietanes de Barcelona i uns anys més tard, el 
1931, al Museo de Arte Moderno de Madrid. Exposaria també a les Galeries Vinçon i en altres llocs. Va viure els seus darrers anys a Santa Eulària del Riu.